# Eulimella ventricosa
Eulimella ventricosa är en snäckart som först beskrevs av Forbes 1844.  Eulimella ventricosa ingår i släktet Eulimella, och familjen Pyramidellidae. Arten är reproducerande i Sverige.

## Bildgalleri

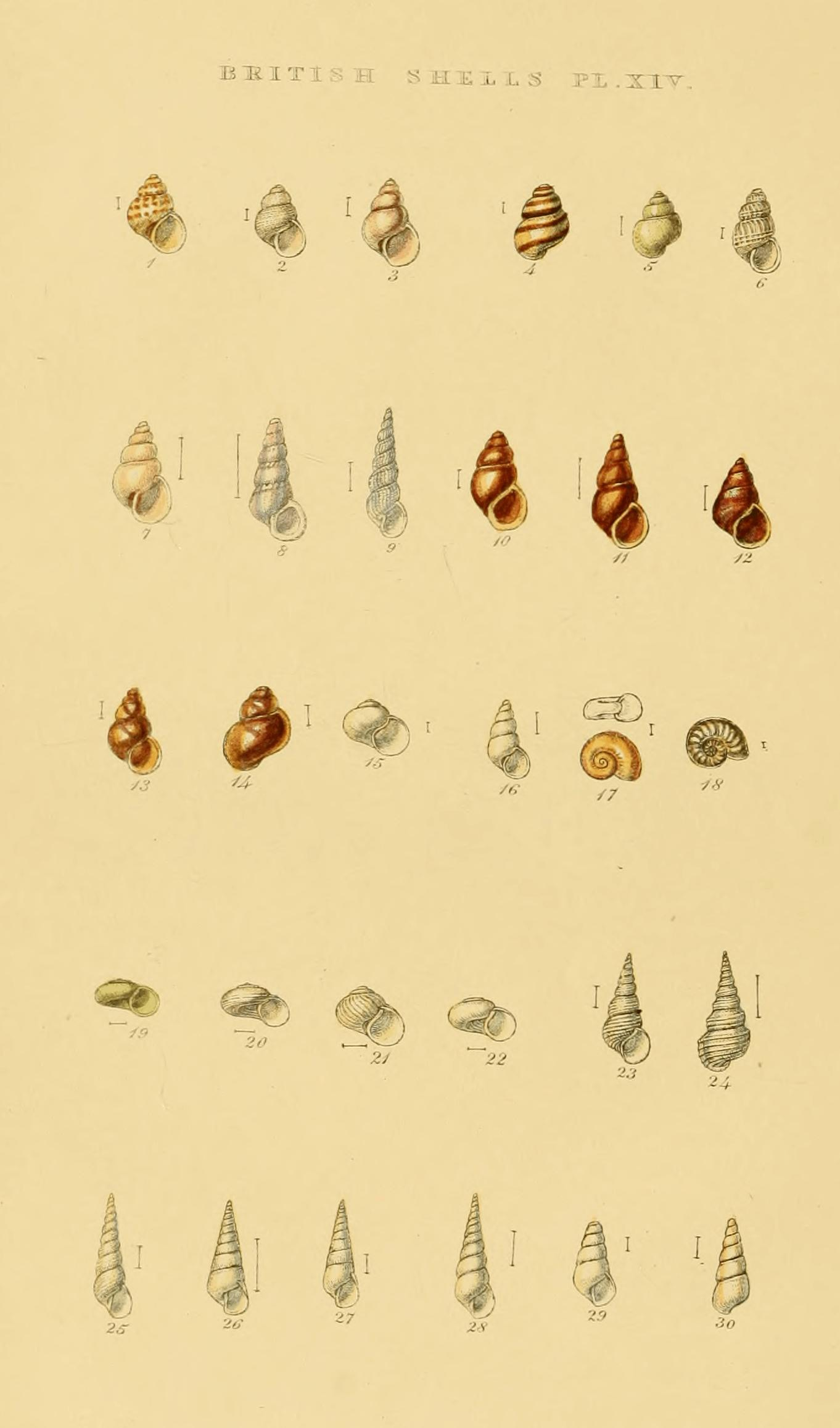